# Basílio Mosso Ramos
Basílio Mosso Ramos (Illa de Sal, 17 de gener de 1952) és un polític de Cap Verd que fou el 5è president de l'Assemblea Nacional de Cap Verd, del 20 de març del 2011, succeint a Aristides Raimundo Lima, fins al 20 de març del 2016, donant pas a Jorge Santos.
És llicenciat en Sociologia per la Universitat Catòlica de Lovaina. Abans de ser elegit president de l'Assemblea Nacional havia tingut diversos càrrecs de responsabilitat al seu partit, el PAICV. També havia estat ministre d'Estat i de Sanitat de Cap Verd a partir del 2002 en els successius governs de José Maria Neves.